# Maxus D60

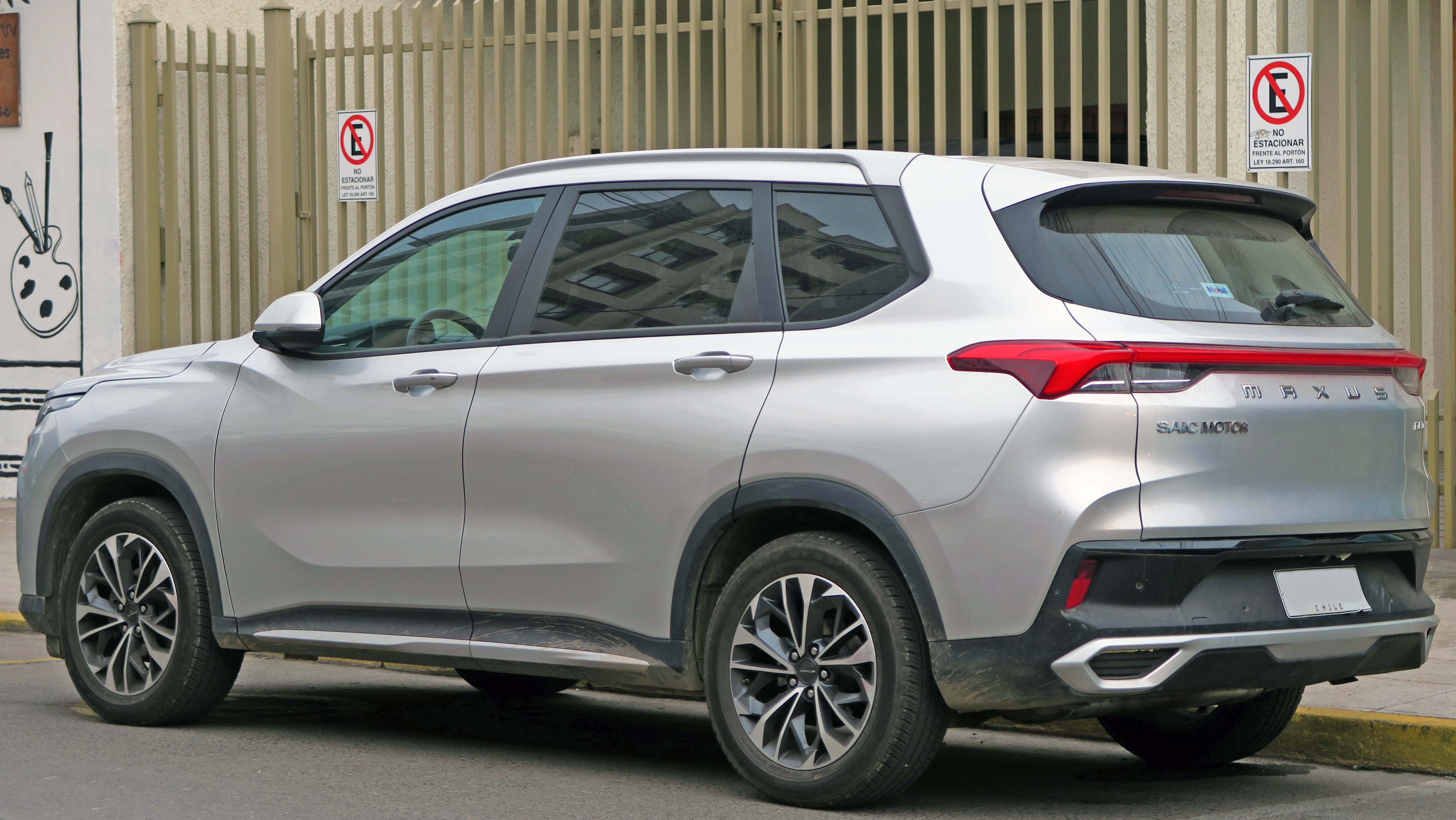
Heckansicht

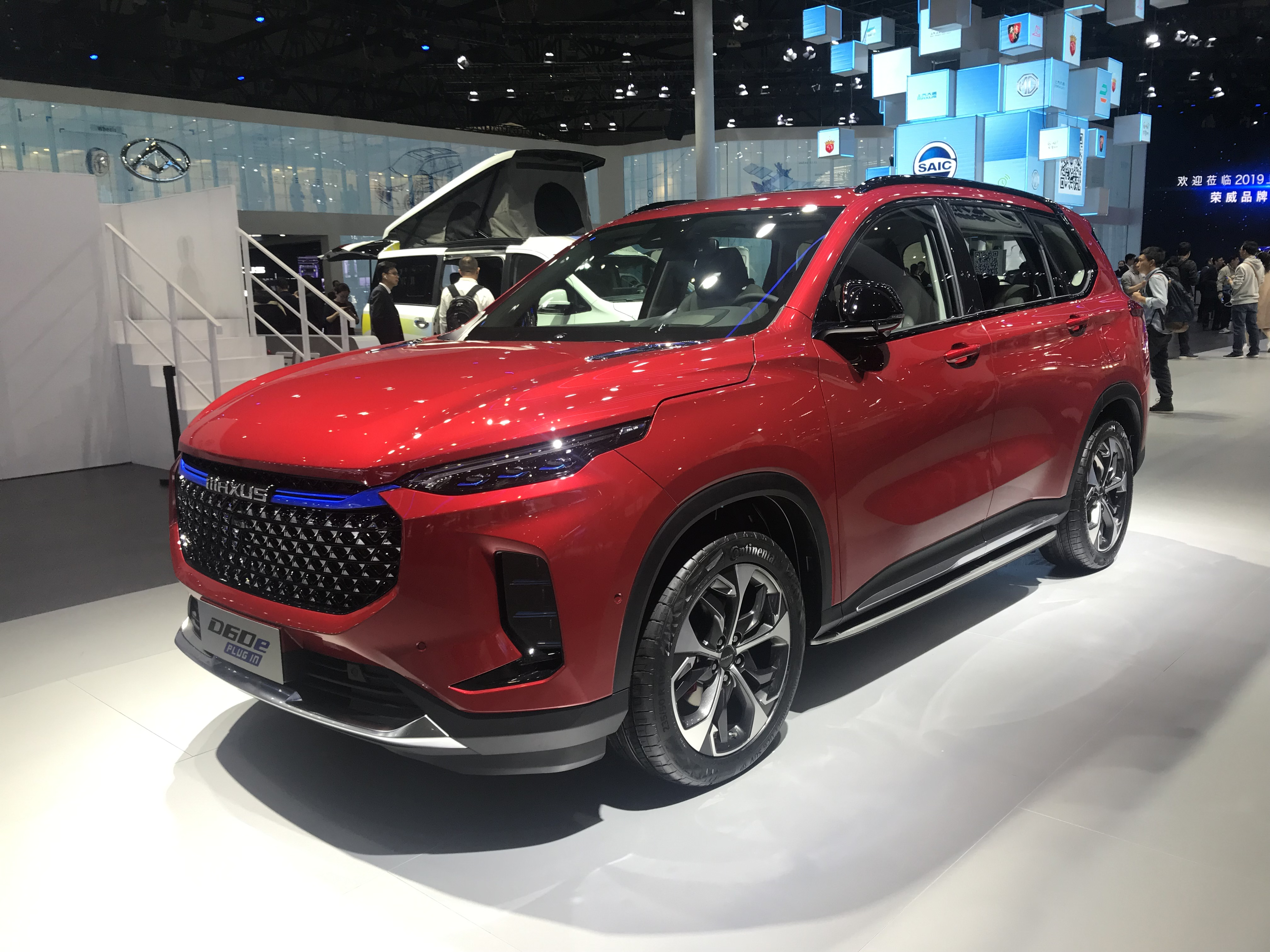
Maxus Euniq 6 Plug In (2020–2022)

Der Maxus D60 ist ein Sport Utility Vehicle der zum chinesischen Automobilhersteller SAIC Motor gehörenden Marke Maxus.

## Geschichte
Einen ersten Ausblick auf ein SUV unterhalb des 2017 eingeführten D90 präsentierte Maxus im April 2018 auf der Beiing Auto Show mit dem Konzeptfahrzeug Tarantula. Ein Jahr später wurde das Serienfahrzeug auf der Shanghai Auto Show vorgestellt. Der Verkauf des fünf-, sechs- oder siebensitzigen Wagens begann auf dem chinesischen Heimatmarkt im Juli 2019. Anfang 2021 kam der D60 auch auf den Philippinen in den Handel.
Der Maxus Euniq 6 ist die elektrifizierte Variante der Baureihe. Sie wurde im August 2019 vorgestellt und wird seit April 2020 in China verkauft. Eine überarbeitete Version wird seit Juni 2022 als Maxus Mifa 6 vermarktet. Seit Februar 2024 wird die elektrische Variante auch in Deutschland verkauft.

## Technische Daten
Den Antrieb im D60 übernimmt entweder ein aufgeladener 1,3-Liter-Ottomotor mit 120 kW (163 PS) und einem Sechsgang-Schaltgetriebe oder ein aufgeladener 1,5-Liter-Ottmotor mit 124 kW (169 PS) oder 133 kW (181 PS) und einem Siebengang-Doppelkupplungsgetriebe.
| Kenngrößen                                  | D60 1.3T                 | D60 1.5T                           | D60 1.5T                           | Euniq 6 / Mifa 6 Plug In            | Euniq 6 / Mifa 6                         |
| Bauzeitraum                                 | 07/2019–07/2020          | 08/2019–04/2023                    | 04/2023–12/2024                    | 04/2020–10/2024                     | seit 04/2020                             |
| Motorkenndaten                              |                          |                                    |                                    |                                     |                                          |
| Motortyp                                    | R4-Ottomotor             | R4-Ottomotor                       | R4-Ottomotor                       | R4-Ottomotor + Elektromotor         | Elektromotor                             |
| Hubraum                                     | 1349 cm³                 | 1490 cm³                           | 1490 cm³                           | 1349 cm³                            | —                                        |
| Motoraufladung                              | Turbolader               | Turbolader                         | Turbolader                         | Turbolader                          | —                                        |
| max. Leistung                               | 120 kW (163 PS) / 5200   | 124 kW (169 PS) / 5600             | 133 kW (181 PS)                    | 180 kW (245 PS)                     | 130 kW (177 PS)                          |
| max. Drehmoment                             | 230 Nm / 1800–4400       | 250 Nm / 1700–4400                 | 285 Nm                             | 385 Nm                              | 310 Nm                                   |
| Kraftübertragung                            |                          |                                    |                                    |                                     |                                          |
| Antrieb, serienmäßig                        | Hinterradantrieb         | Hinterradantrieb                   | Hinterradantrieb                   |                                     |                                          |
| Antrieb, wahlweise                          | (Allradantrieb)          | (Allradantrieb)                    |                                    |                                     |                                          |
| Getriebe, serienmäßig                       | Sechsgang-Schaltgetriebe | Siebengang-Doppelkupplungsgetriebe | Siebengang-Doppelkupplungsgetriebe | Zehnstufen-Automatikgetriebe        | Eingang-Reduktionsgetriebe               |
| Getriebe, wahlweise                         | —                        | —                                  | —                                  | —                                   | —                                        |
| Messwerte                                   |                          |                                    |                                    |                                     |                                          |
| Höchstgeschwindigkeit                       | k. A.                    | 185 km/h                           | 185 km/h                           | 180 km/h                            | 170 km/h                                 |
| Beschleunigung, 0–100 km/h                  | k. A.                    | 11,1 s                             | k. A.                              | k. A.                               | 10,5 s                                   |
| Kraftstoffverbrauch auf 100 km (kombiniert) | 7,5 l Super              | 7,2 l Super                        | 7,9 l Super                        | 1,5 l Super                         | —                                        |
| Tankinhalt                                  | 50 l                     | 50 l                               | 58 l                               | k. A.                               | —                                        |
| Batterie                                    | —                        | —                                  | —                                  | Lithium-Ionen-Akkumulator: 13,0 kWh | Lithium-Ionen-Akkumulator: 52,5–70,0 kWh |
| elektrische Reichweite nach NEFZ            | —                        | —                                  | —                                  | 62 km                               | 350–520 km                               |
| Abgasnorm                                   | China VI                 | China VI                           | China VI                           | China VI                            | —                                        |